# St. Georg (Roßstadt)

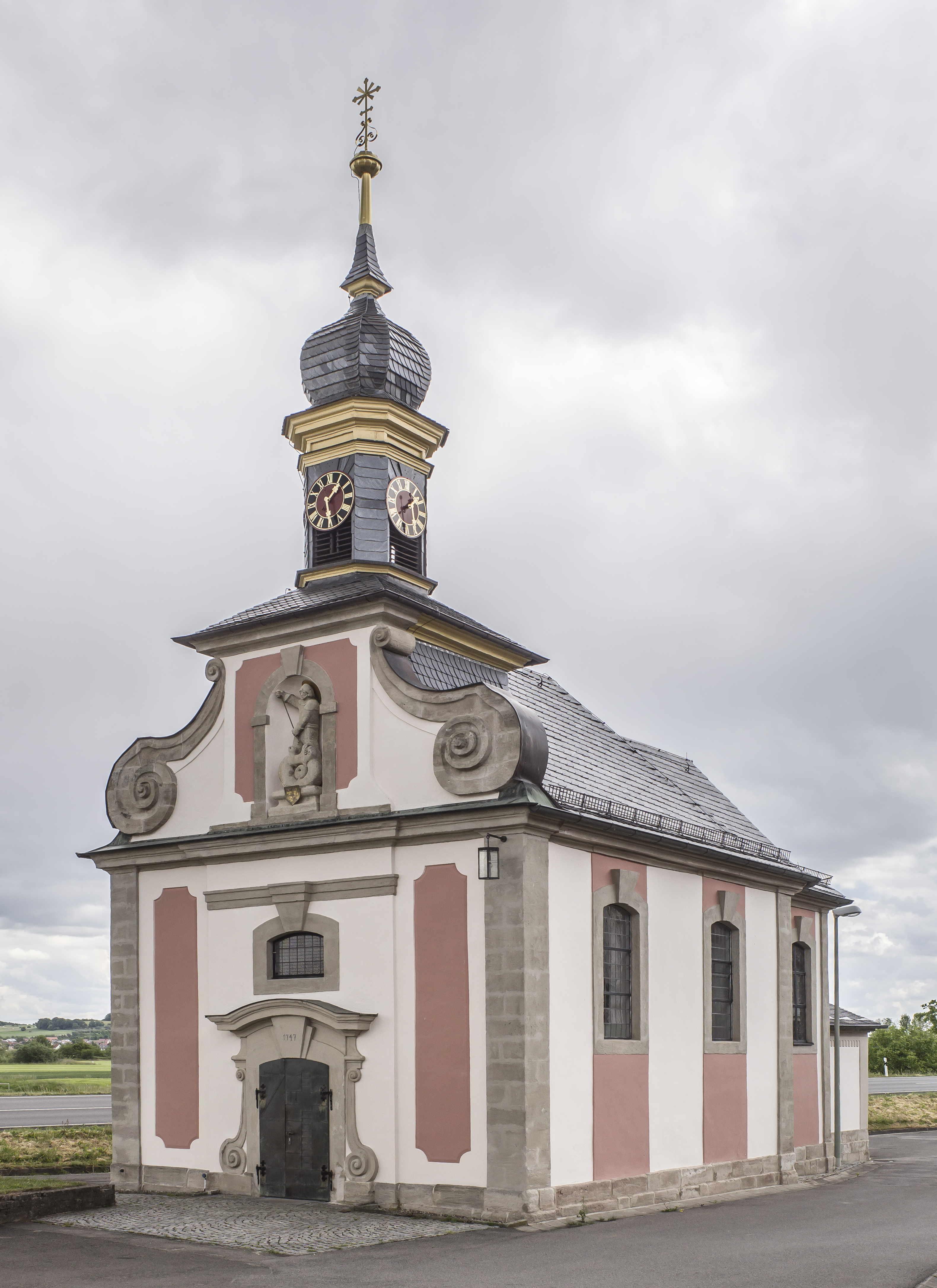
St. Georg (Roßstadt)

Die römisch-katholische Filialkirche St. Georg befindet sich in Roßstadt, einem Gemeindeteil der Stadt Eltmann im unterfränkischen Landkreis Haßberge in Bayern. Das denkmalgeschützte Bauwerk entstand Mitte des 18. Jahrhunderts. Die Kirche gehört zur Pfarrei Trunstadt im Seelsorgebereich Main-Aurach im Dekanat Bamberg des Erzbistums Bamberg.

## Beschreibung
Die spätbarocke Saalkirche wurde im Jahre 1747 nach einem Entwurf von Johann Jakob Michael Küchel errichtet. Sie besteht aus einem Langhaus mit Ecksteinen und einen eingezogenen, dreiseitig geschlossenen Chor im Südosten und der dahinter liegenden, später angebauten Sakristei. Die Fassade im Nordwesten ist mit einem Volutengiebel bedeckt, hinter dem ein Dachturm steht, auf dem ein achteckiger Dachreiter sitzt, der die Turmuhr beherbergt und mit einer Zwiebelhaube bedeckt ist. Im Volutengiebel über dem Portal steht in einer Nische die Statue des heiligen Georg als Drachentöter. 
Die Empore im Innenraum wurde erst im 20. Jahrhundert eingebaut. Zur Kirchenausstattung gehören der 1747 gebaute Hochaltar und die Kanzel.